# Dungeon Explorer: Warriors of Ancient Arts
Dungeon Explorer: Warriors of Ancient Arts (no Japão a versão para o PlayStation Portable é chamada de Dungeon Explorer: Meiyaku no Tobira e a para o Nintendo DS de Dungeon Explorer: Jashin no Ryouiki) é um jogo de ação e RPG lançado no final de 2007 pela Hudson Soft, tanto para o PlayStation Portable quanto para o Nintendo DS. O jogo foi lançado no início de 2008 na América do Norte e na Europa e possui uma jogabilidade semelhante ao de Phantasy Star Online. A versão para o Nintendo DS possui Nintendo Wi-Fi Connection, o que permite que até três pessoas joguem juntas no modo multiplayer.